# Crazy Little Thing Called Love
"Crazy Little Thing Called Love" là một bài hát của ban nhạc rock Anh Queen. Được viết bởi Freddie Mercury vào năm 1979, bản nhạc được bao gồm trong album The Game năm 1980 của họ, và cũng xuất hiện trong album tổng hợp của ban nhạc, Greatest Hits năm 1981. Bài hát đã đứng ở vị trí thứ hai trong Bảng xếp hạng đĩa đơn của Anh năm 1979 và trở thành đĩa đơn số một đầu tiên của nhóm trên Billboard Hot 100 ở Mỹ năm 1980, còn lại ở đó trong bốn tuần liên tiếp. Nó đứng đầu bảng xếp hạng ARIA của Úc trong bảy tuần.
Mercury đã sáng tác bài "Crazy Little Thing Called Love" trên guitar, và chơi phần đệm bằng guitar khi anh biểu diễn trực tiếp bài hát. Đây là lần đầu tiên anh chơi guitar trong buổi hòa nhạc với Queen. Queen đã phát trực tiếp bài hát từ năm 1979 đến 1986, và phần trình diễn trực tiếp bài hát được ghi lại trong các album Queen Rock Montreal, Queen on Fire - Live at the Bowl, Live at Wembley '86 và Hungary Rhapsody: Queen Live in Budapest. Kể từ khi phát hành, bài hát đã được một số nghệ sĩ trình bày. Bài hát được phát trực tiếp vào ngày 20 tháng 4 năm 1992 trong buổi hòa nhạc The Freddie Mercury Tribute Concert, được Robert Plant trình diễn với Queen. Phong cách của bài hát được tác giả Karl Coryat mô tả là rockabilly trong cuốn sách năm 1999 của ông có tựa đề The Bass Player Book.

## Sáng tác
Theo báo cáo của Freddie Mercury trong Melody Maker, ngày 2 tháng 5 năm 1981, ông đã sáng tác "Crazy Little Thing Called Love" trên cây đàn guitar chỉ trong năm đến mười phút.
'Crazy Little Thing Called Love' took me five or ten minutes. I did that on the guitar, which I can't play for nuts, and in one way it was quite a good thing because I was restricted, knowing only a few chords. It's a good discipline because I simply had to write within a small framework. I couldn't work through too many chords and because of that restriction I wrote a good song, I think.— Freddie Mercury

 Bài hát được Mercury viết như một lời tri ân dành cho Elvis Presley. Roger Taylor đã thêm vào một cuộc phỏng vấn rằng Mercury đã viết nó chỉ trong 10 phút khi đang lang thang trong một phòng tắm trong khách sạn Bayerischer Hof ở Munich trong một trong những buổi ghi hình ở Munich. Mercury đã mang nó đến trường quay ngay sau khi viết nó và đưa bản nhạc cho Taylor và John Deacon. Ba người trong số họ, với nhà sản xuất mới lúc đó là Reinhold Mack, đã thu âm nó tại Musicland Studios ở Munich. Toàn bộ bài hát đã được ghi âm trong vòng chưa đầy nửa giờ (mặc dù Mack nói rằng mất sáu giờ). Viết "Crazy Little Thing Called Love" trên guitar và chơi guitar theo giai điệu acoustic trong bản thu âm, lần đầu tiên Mercury chơi guitar trong các buổi hòa nhạc, ví dụ như tại Live Aid tại Sân vận động Wembley, London năm 1985.

## Video âm nhạc
Video âm nhạc cho bài hát được quay tại Trillion Studios vào ngày 22 tháng 9 năm 1979 và được Dennis De Vallance đạo diễn với bốn vũ công và một rừng bàn tay. Một phiên bản thay thế đã được đưa vào các bản phát hành DVD và Blu-ray của Days Of Our Lives.